# Antipersonalister
Antipersonalister var ett politiskt parti i Argentina, som uppstod 1923 vid en splittring av det radikala partiet mellan president Alvear och Irigoyen. Den senares anhängare kallades personalister, medan motståndarna till hans starkt personligt färgade politik antipersonalister, som i allmänhet var av mer moderat läggning, följde Alvear.
Till början var personalisterna övermäktiga men miste allt verkligt inflytande efter Irigoyens fall 1930, och efter hans död förenades personalister och en del av antipersonalisterna 1934 i ett enhetligt radikalt oppositionsparti under Alvears ledning. Detta samarbetade med de konservativa samt stödde den härskande regimen och dominerade denna in i tiden för andra världskriget.